# Stictoptera ekeikei
Stictoptera ekeikei là một loài bướm đêm trong họ Noctuidae.